# 마이크로스위치

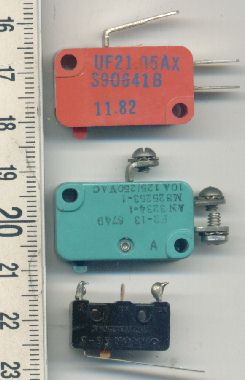
일부 다른 스위치 비교

마이크로스위치(microswitch)라고도 하는 상표권이 있는 미니어처 스냅 액션 스위치(Miniature snap-action switch)는 "오버 센터"(over-center)라고도 하는 티핑 포인트 메커니즘을 사용하여 매우 적은 물리적 힘으로 작동되는 전기 개폐기이다.
스위칭은 액추에이터의 특정하고 반복 가능한 위치에서 안정적으로 발생하는데, 이는 다른 메커니즘에서는 반드시 해당되는 것은 아니다. 가격은 저렴하지만 내구성이 높고, 100만 주기 이상, 대형 모델의 경우 최대 1,000만 주기로 인해 매우 일반적이다. 이러한 내구성은 설계상 자연스러운 결과이다.
마이크로 스위치의 특징은 액추에이터 버튼의 상대적으로 작은 움직임이 전기 접점에서 상대적으로 큰 움직임을 생성한다는 것이다. 이는 (작동 속도에 관계없이) 고속으로 발생한다. 대부분의 성공적인 설계에는 이력 현상도 나타난다. 즉, 액추에이터의 작은 반전만으로는 접점을 반전시키기에 충분하지 않다. 반대 방향으로 상당한 움직임이 있어야 한다. 이러한 특성은 모두 스위치 회로를 깨끗하고 안정적으로 차단하는 데 도움이 된다.